# Världsmästerskapet i schack 1958
Världsmästerskapet i schack 1958 var en titelmatch mellan den regerande världsmästaren Vasilij Smyslov och utmanaren Michail Botvinnik. Den spelades i Moskva mellan den 4 mars och 9 maj 1958. Det var en returmatch efter att Botvinnik förlorat titeln 1957. Matchen spelades över 24 partier och slutade med att Botvinnik tog tillbaka världsmästartiteln.
Det var den tredje titelmatchen mellan Botvinnik och Smyslov, efter den oavgjorda matchen 1954 och Smyslovs vinst 1957. 
Smyslov fick en katastrofal start och förlorade de tre första partierna, ett försprång som han aldrig lyckades hämta igen. Botvinnik var i bättre form än i den förra matchen medan Smyslov inte spelade med sin vanliga säkerhet och kraft.
Det var andra gången i VM-historien som en före detta världsmästare lyckades ta tillbaka titeln. Den första var Alexander Aljechin 1937.

## Regler
Titelmatchen spelades som bäst av 24 partier. Vid ett oavgjort resultat (12–12) behöll den regerande mästaren titeln.
Gideon Ståhlberg var överdomare i matchen.

## Resultat
| Namn              | Parti | Parti | Parti | Parti | Parti | Parti | Parti | Parti | Parti | Parti | Parti | Parti | Parti | Parti | Parti | Parti | Parti | Parti | Parti | Parti | Parti | Parti | Parti | Poäng |
| Namn              | 1     | 2     | 3     | 4     | 5     | 6     | 7     | 8     | 9     | 10    | 11    | 12    | 13    | 14    | 15    | 16    | 17    | 18    | 19    | 20    | 21    | 22    | 23    | Poäng |
| ----------------- | ----- | ----- | ----- | ----- | ----- | ----- | ----- | ----- | ----- | ----- | ----- | ----- | ----- | ----- | ----- | ----- | ----- | ----- | ----- | ----- | ----- | ----- | ----- | ----- |
| Vasilij Smyslov   | 0     | 0     | 0     | ½     | 1     | 0     | ½     | ½     | ½     | ½     | 1     | 0     | ½     | 0     | 1     | ½     | ½     | 0     | 1     | ½     | ½     | 1     | ½     | 10½   |
| Michail Botvinnik | 1     | 1     | 1     | ½     | 0     | 1     | ½     | ½     | ½     | ½     | 0     | 1     | ½     | 1     | 0     | ½     | ½     | 1     | 0     | ½     | ½     | 0     | ½     | 12½   |